# 国际飞机再循环
国际飞机再循环有限公司（Aircraft Recycling International Limited，缩写ARI）是中国的一家飞机循环再制造公司，成立于2014年，总部位于香港。

## 历史
公司于2014年成立，为中飞租赁的子公司。
2017年，公司收购了美国公司 Universal Asset Management (“UAM”)。
2018年，公司与中飞租赁以及波兰公司FL Technics(“FLT”)合资在哈尔滨中龙飞机循环再制造基地成立中龙欧飞飞机维修工程有限公司。
2019年10月15日，合资公司中龙欧飞飞机维修工程有限公司获得中国民航局颁发的首张具备飞机拆解资质的维修许可证。